# شهدخوار بوکاژ
شهدخوار بوکاژ (نام علمی: Nectarinia bocagii) نام یک گونه از تیره شهدخواران است.